# Distretto di Pozuzo
Il distretto di Pozuzo è uno dei degli otto distretti della provincia di Oxapampa, in Perù. Si trova nella regione di Pasco e si estende su una superficie di 1.394,4 chilometri quadrati.
Istituito il 29 novembre 1918, ha per capitale la città di Pozuzo.